# شرج بشري
الشَّرَج البشري أو الشَّرْج البشري (الاسم العلمي: Human anus)(1) هي الفتحة الخارجية للمستقيم. وتقع داخل الشق بين الأليتين، ويفصلها العجان عن الأعضاء التناسلية. تتحكم عضلتين عاصرتين في خروج البراز من الجسم أثناء التغوط، وهي الوظيفة الأساسية للشرج. هاتان العضلتان هما: العضلة العاصرة الشرجية الداخلية والعضلة العاصرة الشرجية الخارجية، وهي عضلات دائرية تحافظ عادة على انقباض الفتحة والتي ترتخي حسب ما يتطلبه الأداء الفسيولوجي الطبيعي. العضلة العاصرة الداخلية لا إرادية والعضلة الخارجية إرادية. يقع الشرج خلف العجان الذي يقع خلف المهبل (في الأنثى) أو كيس الصفن (في الذكر).
قد تؤثر عدد من الحالات الطبية على فتحة الشرج مثل: البواسير، ويرجع ذلك جزئيًا إلى تعرضه للبراز. الشرج هو موقع العدوى المحتملة والحالات الأخرى، بما في ذلك السرطان (انظر إلى: سرطان الشرج).
مع الجنس الشرجي، يمكن أن تلعب فتحة الشرج دورًا في النشاط الجنسي. تختلف المواقف تجاه الجنس الشرجي، وهي غير قانونية في بعض البلدان. غالبًا ما يُعتبر الشرج جزءًا محظورًا من الجسم، وهو معروف بالعديد من المصطلحات العامية المبتذلة. يمكن أن تنتشر بعض الأمراض المنقولة جنسيًا بما في ذلك فيروس نقص المناعة البشرية / الإيدز والثآليل الشرجية عن طريق الجنس الشرجي.

## التركيب

تشريح الشرج، الجزء الأمامي.

الشرج هو الجزء الأخير من الجهاز الهضمي، ويستمر مباشرة من المستقيم. يمر الشرج عبر قاع الحوض. يحاط الشرج بالعضلات الجزء العلوي والسفلي من فتحة الشرج بالمصرات الشرجية أو العضلات الشرجية العاصرة الداخلية والخارجية، وهما حلقتان عضليتان تتحكمان في التغوط.:397 يُحاط الشرج في طوله بطيات تسمى الصمامات الشرجية، والتي تتلاقى عند خط يعرف باسم الخط المسنن (البكتيني). يمثل ذلك نقطة الانتقال بين المعي الخلفي والأديم الظاهر في الجنين. تحت هذه النقطة، يتحول الغشاء المخاطي للشرج الداخلي إلى جلد. :397 الخط المسنن هو أيضًا الفاصل بين الشرج الداخلي والخارجي.
يستقبل الشرج الدم من الشريان المستقيمي السفلي والتعصيب من الأعصاب الشرجية السفلية؛ والتي تتفرع من العصب الفرجي.

### التشريح المجهري
يتحول النسيج الطلائي للقناة الهضمية إلى نسيج طلائي حرشفي طبقي عند الخط المسنن. يُراكم النسيج الطلائي الحرشفي الطبقي تدريجيًا الغدد الدهنية والغدد الصماء. :285

### مراحل التطور
يؤدي هرمون التستوستيرون إلى نمو شعر أندروجيني على الجسم خلال فترة البلوغ، ويبدأ شعر العانة في الظهور حول فتحة الشرج. على الرغم من أنه ضئيل في البداية، إلا أنه تزيد كثافته بنهاية سن البلوغ، إن لم يكن قبل ذلك. في بعض المجموعات الجينية، يكون الشعر الأندروجيني أقل شيوعًا.

## الوظيفة

### الإخراج
يتزايد الضغط داخل المستقيم عندما يمتلئ المستقيم بالبراز، مما يدفع البراز نحو جدران القناة الشرجية. تقلصات عضلات البطن وعضلات قاع الحوض يمكن أن تخلق ضغطًا داخل البطن مما يزيد الضغط داخل المستقيم. تستجيب العضلة العاصرة الشرجية الداخلية (عضلة لا إرادية) للضغط عن طريق الاسترخاء، مما يسمح للبراز بالدخول إلى القناة. يقصر المستقيم بعد دفع البراز إلى القناة الشرجية، وتدفع الحركة الدودية البراز خارج المستقيم. يسمح استرخاء العضلة العاصرة الشرجية الداخلية والخارجية للبراز بالخروج من فتحة الشرج، حيث تقوم عضلات الرافعة الشرجية بسحب فتحة الشرج لأعلى فوق البراز الخارج.

## الأهمية السريرية
الشقوق الشرجية وهي تمزقاتٌ في البطانة الخارجية لبطانة (الغشاء المخاطي) الشرج. وتكون الشقوق الشرجية مؤلمة للغاية، ومع حدوث الألم بعد الإخراج؛ قد تحدث أعراض أخرى وتشمل: نزيفًا طفيفًا أو إفرازات أو حكة. بشكل عام، تحدث الشقوق بسبب إصابة الغشاء المخاطي، أو بسبب ضعف إمداد الدم الموضعي الذي يمنع الالتئام السليم، مع تشنج العضلة الشرجية العاصرة الخارجية.
يمكن إرخاء العضلة العاصرة الشرجية الخارجية عن طريق استخدام كريمات نيتروغليسرين، ويُتحكم في الإمساك بالملينات وتحسين الترطيب.

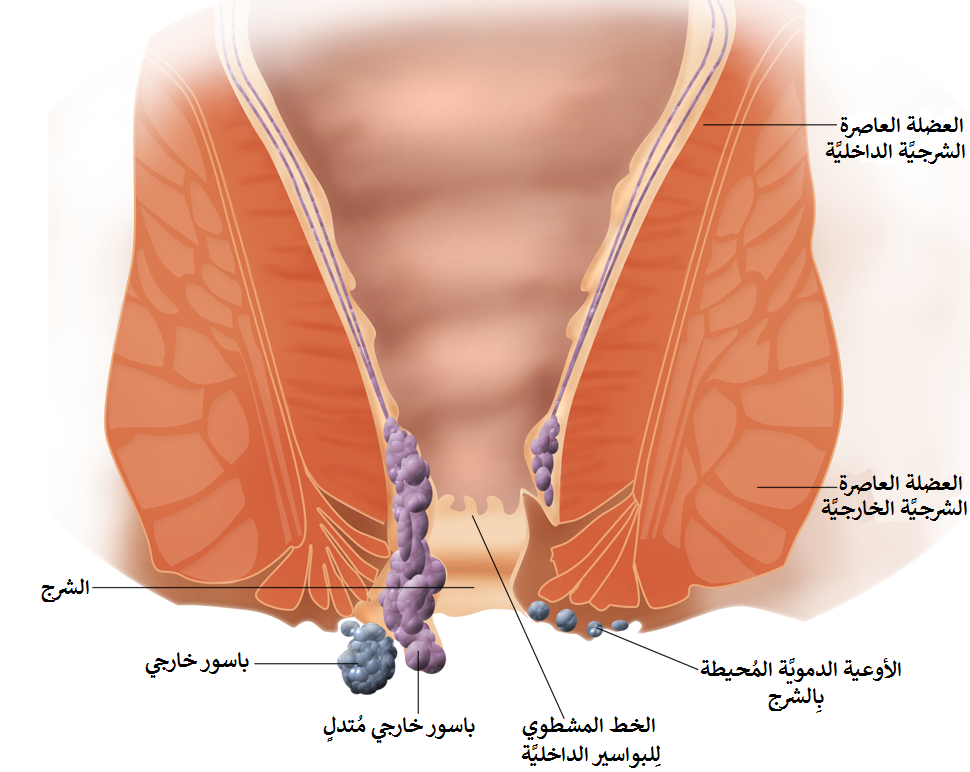
صورة للشرج المصاب بالبواسير. يمكن رؤية الخط المسنن (الخط البكتيني)، الذي يفصل بين الشرج الداخلي والخارجي.

البواسير، وهي أوعية دموية مرئية من الضفائر الوريدية الداخلية أو الخارجية للشرج. قد تسبب البواسير نزيفًا بعد الإخراج؛ قد تكون مؤلمة، أو قد تسبب حكة من فتحة الشرج. غالبًا ما ترتبط البواسير بالإجهاد بسبب الإمساك والحمل. وعادة الإجراء الطبي للبواسير يكون بالأدوية لجعل الإخراج أكثر سلاسة ويمنع الإجهاد أثناء الإمساك. تتطلب بعض البواسير إجراء عملية جراحية لعلاجها، والتي قد تنطوي على وضع رباط حول البواسير، حتى تفقد إمدادات الدم أو الاستئصال الجراحي.
أخرى:
- ناسور شرجي
- عيوب خلقية تتضمن: رتق الشرج، تضيق

### الالتهابات
عادة ما تنتج الخراجات الشرجية عن إصابة الغدد الطبيعية في الشرج، أو أحيانًا بسبب داء كرون. تحدث عادة على جانبي العاصرتان الشرجيتان الداخلية والخارجية أو بينهما، إما أن يكون سطحي أو عميق. قد تكبر وتتضخم في اتجاه المستقيم وتؤدي إلى اتصال غير طبيعي يسمى الناسور الشرجي. عادة ما يتم معالجتها عن طريق التصريف الجراحي، والمضادات الحيوية.
بالإضافة إلى:
- العدوى المنقولة جنسيًا
- ثؤلول تناسلي

### السرطان
سرطان الشرج، ويسمى المصطلح علميًا anal carcinoma وورم داخل الظهارة.

### الحكة والسلس والإمساك
يمكن أن تؤثر الحكة المسماة بالحكة شرجية على منطقة الشرج. غالبًا ما يكون بسبب تعرض فتحة الشرج للبراز على المدى الطويل لأسباب تشمل:
- أمراض الشرج مثل: البواسير والناسور والشقوق
- أو سوء النظافة أو الإسهال المزمن
- أو الالتهابات الموضعية مثل: الدودة الشريطية والقلاع
- الأمراض الجلدية مثل: الصدفية والتهاب الجلد التماسي.

إذا كان هناك سبب محدد، يمكن علاج السبب لتخفيف الحكة. بخلاف ذلك، يشمل العلاج الحفاظ على المنطقة نظيفة وجافة، والتوقف عن استخدام الكريمات والمراهم الموضعية، والملينات التي قد تتشكل بكميات كبيرة لتقليل فرصة تلوث البراز. يمكن أن يؤدي تلف أو إصابة العضلة العاصرة الشرجية (فتحة الشرج في الحالات الأكثر خطورة) نتيجة للضرر أثناء الجراحة، مثل منطقة العجان، أو نتيجة ممارسة الجنس الشرجي إلى: إخراج غازات و/أو سلس البراز، والإمساك المزمن وتضخم القولون.

## المجتمع والثقافة

### الصحة
للوقاية من أمراض الشرج وتعزيز النظافة العامة، غالبًا ما ينظف البشر الجزء الخارجي من الشرج بعد إفراغ الأمعاء. غالبًا ما يُستخدم الشطف بالماء أو مناديل مبللة أو باستخدام ورق التواليت لهذا الغرض، على الرغم من أن ممارسات تنظيف الشرج تختلف اختلافًا كبيرًا بين الثقافات.

## صور إضافية

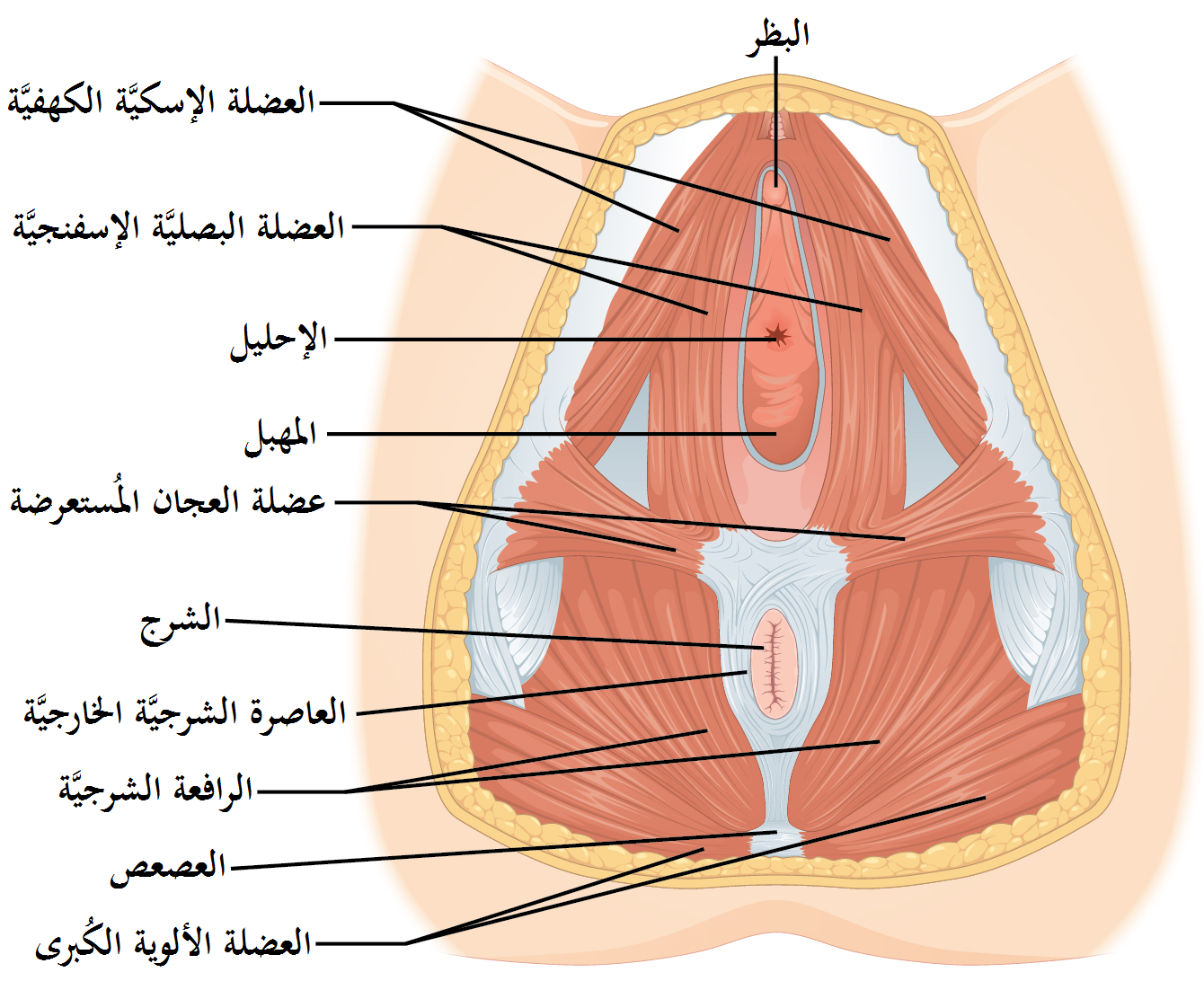
عضلة العجان للأنثى
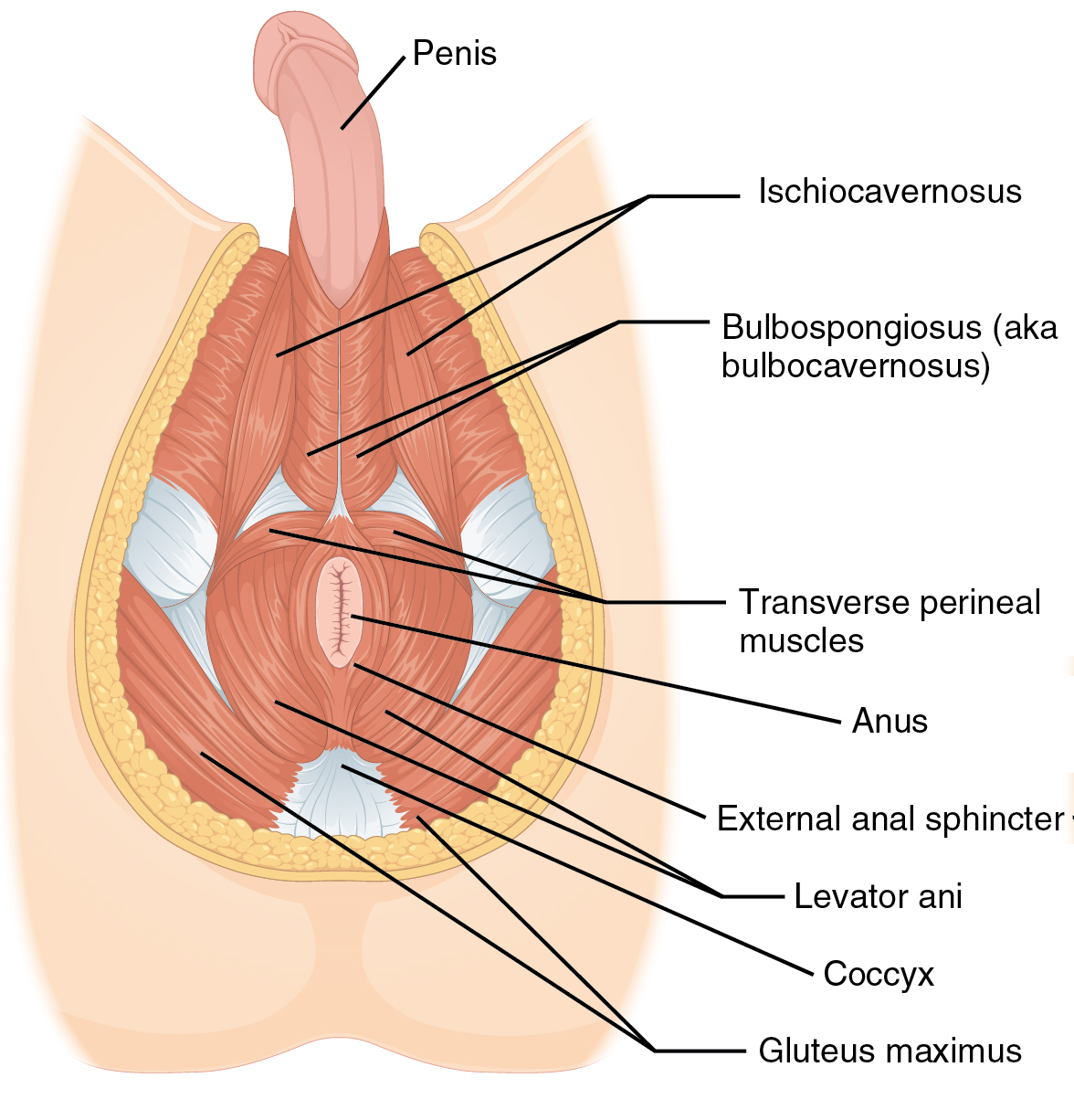
عضلة العجان للذكر
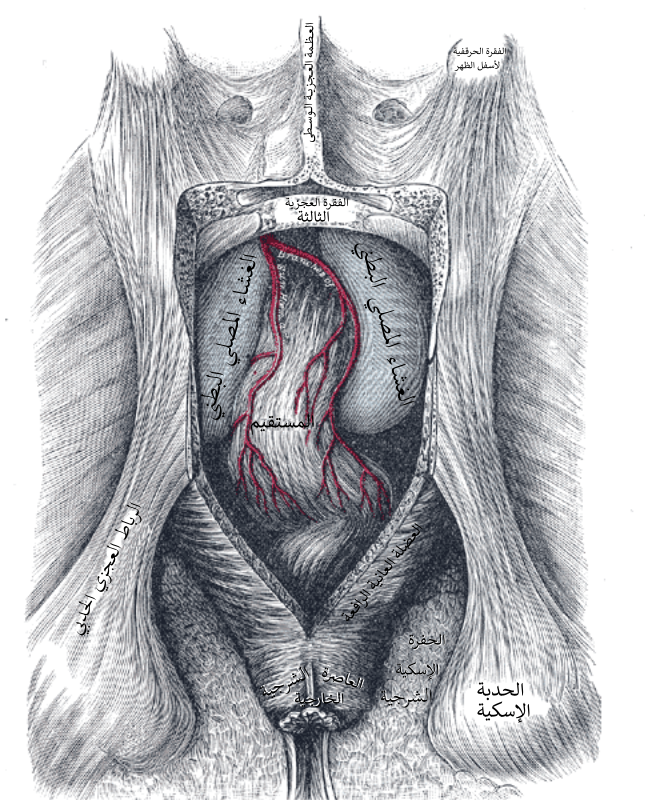
الجانب الخلفي من المستقيم معروض بعد إزالة الجزء السفلي من العجز والعصعص.

## الهوامش
1. (anus) وهو المصطلح العلمي؛ ويعني باللاتينية دائرة أو حلقة.

## وصلات خارجية
- أطلس تشريح الجهاز الهضمي
- لمحة عن الجهاز الهضمي نسخة محفوظة 27 مارس 2012 على موقع واي باك مشين. من موقع جامعة كولورادو